# Rotrouenge

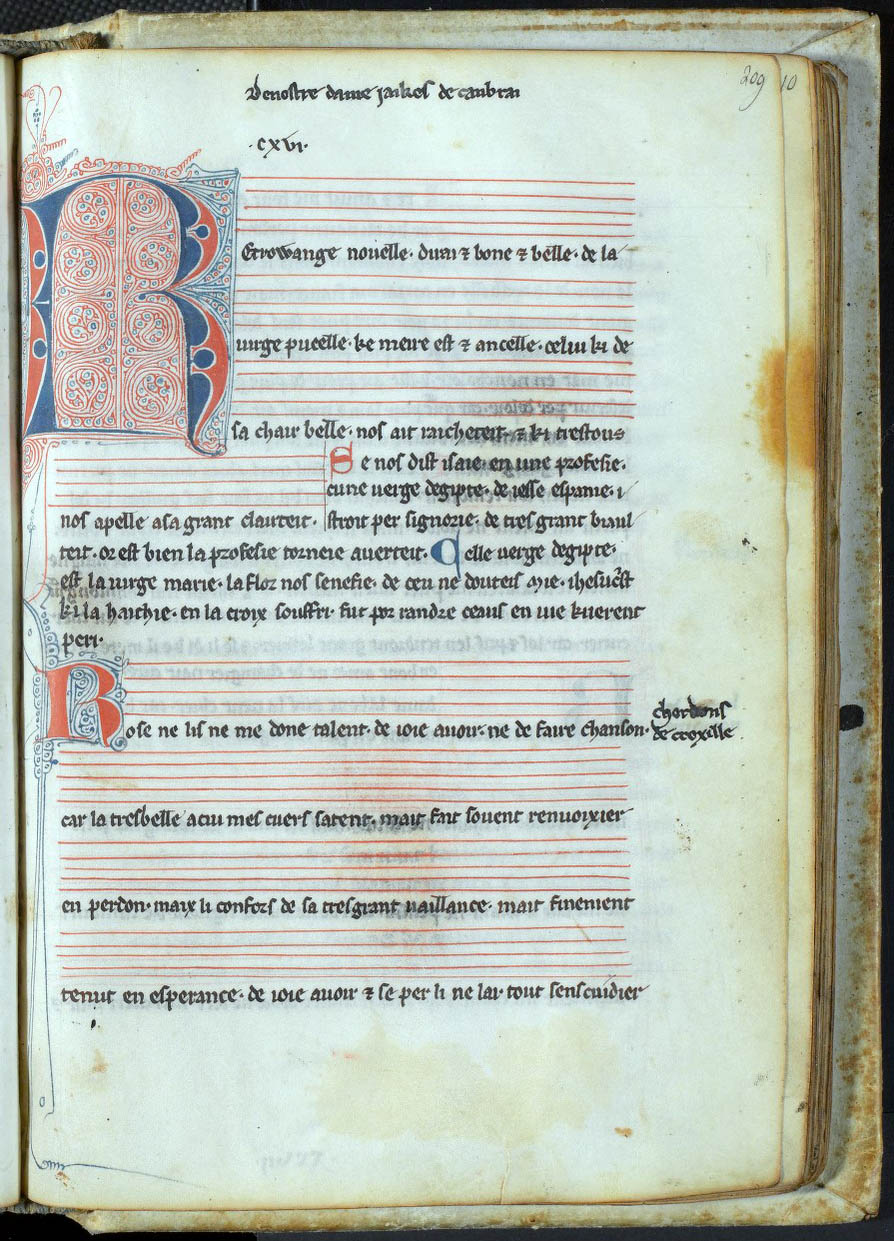
Exemple de poème.

La rotrouenge, aussi appelée rotruenge ou retroenche en français, retroncha ou retroensa en occitan, est un genre de poésie lyrique du  Moyen Âge. 

## Les poèmes
Une rotrouenge est une chanson composée de trois à cinq strophes de même rime, et sur la même mélodie, suivis d'un refrain de deux lignes sur une autre mélodie. On n'en connaît que peu d'exemplaires.
On connaît quatre poèmes de troubadours étiquetés retronchas, tous avec refrain, dont trois figurent avec leurs mélodies, dans le chansonnier de Guiraut Riquier. Six autres poèmes  appelés rotrouenges subsistent, dont un avec sa mélodie. Quatre d'entre eux sont attribués au même trouvère Gontier de Soignies. 

## Discussion
Selon les traités occitan médiévaux, une « retroencha » a toujours un refrain. Alfred Jeanroy a été le premier à décrire et à identifier  les « retronchas ». Plus récemment, des chercheurs allemands et français (Friedrich Gennrich  et Hans Spanke d'une part, Jean Frappier de l'autre) suggèrent que le terme de rotrouenge est en fait un archaïsme, qui est devenu d'usage courant à la fin du XIIe siècle, au moment où le genre original avait perdu ses caractéristiques particulières. Hendrik van der Werf l'appelle an attractive old term (« un terme ancien séduisant »).
Les quatre « retroenchas » qui  subsistent sont : 
- Si.m vai be ques eu non envei, par Johan Esteve (en)
- Si chans me pogues valensa, par  Guiraut Riquier[4]
- Pos astres no m'es donatz, par Guiraut Riquier
- No cugei mais d'esta razo chantar, par Guiraut Riquier